# Crazy in Love (Beyoncé)
Crazy in Love è un singolo della cantante statunitense Beyoncé, pubblicato il 20 maggio 2003 come primo estratto dal primo album in studio, Dangerously in Love. Scritta insieme al produttore Rich Harrison e con la partecipazione vocale del rapper Jay-Z divenuto successivamente marito della cantante, Crazy in Love è una canzone d'amore contenente elementi dello stile funk degli anni settanta e dei generi soul e dance pop. Il brano implementa un sample della canzone Are You My Woman (Tell Me So) dei The Chi-Lites.
I critici esaltarono la canzone per il sample, per l'apparizione come ospite di Jay Z e per la sicurezza che Beyoncé mostra nel cantare il brano. Crazy in Love si staglia al 16º posto nella lista delle 500 migliori canzoni di tutti i tempi del Rolling Stone nel 2021. La rivista VH1 la inserì alla prima posizione nella lista delle "100 migliori canzoni degli anni 2000". Il singolo valse alla cantante due Grammy Awards del 2004 per le categorie Best R&B Song e Best Rap/Sung Collaboration. Crazy in Love è la prima hit di Beyoncé: raggiunse infatti la prima posizione della Billboard Hot 100 per 8 settimane consecutive negli Stati Uniti e nel Regno Unito della Official Singles Chart; rientrò inoltre nella Top ten delle classifiche di Australia, Canada, Danimarca, Irlanda, Italia, Nuova Zelanda, Norvegia, Paesi Bassi, Svezia e Svizzera, venendo certificata multi-platino in molti di questi paesi.
Il videoclip di accompagnamento del brano le fruttò nel 2003 ben tre MTV Video Music Awards e il direttore del video, Jake Nava, vinse un Music Video Production Association Award nel 2004 per il Miglior Video R&B. Del brano sono state fatte anche molte cover, di cui si ricorda quella del musicista David Byrne, ed è stata utilizzata in molti show televisivi e film (in Italia è stata utilizzata come colonna sonora del film Che pasticcio, Bridget Jones!). Nel 2009 è stata scelta come Canzone del decennio dalla rivista New Musical Express.
Nel 2015 Beyoncè ha prodotto un remix del singolo, dal titolo Crazy In Love (Fifty Shades Of Grey Remix), per la colonna sonora del film Cinquanta sfumature di grigio.

## Antefatti
Nel luglio del 2002 Beyoncé aveva già pronte molte canzoni per il suo primo album da solista Dangerously in Love. La Columbia Records preannunciò l'uscita dell'album nel mese di ottobre 2002, ma in seguito la pubblicazione fu rinviata diverse volte per incrementare il successo riscosso dal singolo del rapper statunitense Nelly Dilemma, cantata insieme alla collega delle Destiny's Child, Kelly Rowland. Questi rinvii concessero a Beyoncé di far ritorno in sala di registrazione e produrre nuovo materiale.
Prima di incontrare Beyoncé, Rich Harrison, che ha scritto il testo della canzone, aveva già registrato una demo del brano, allora intitolato Crazy Right Now, inserendo nel brano un vecchio campionamento del corno preso dal brano Are You My Woman? (Tell Me So), originariamente scritto da Eugene Record, voce principale dei The Chi-Lites. Il produttore capì subito di avere qualcosa di buono tra le mani e che doveva aspettare di trovare l'artista giusta a cui affidarlo.

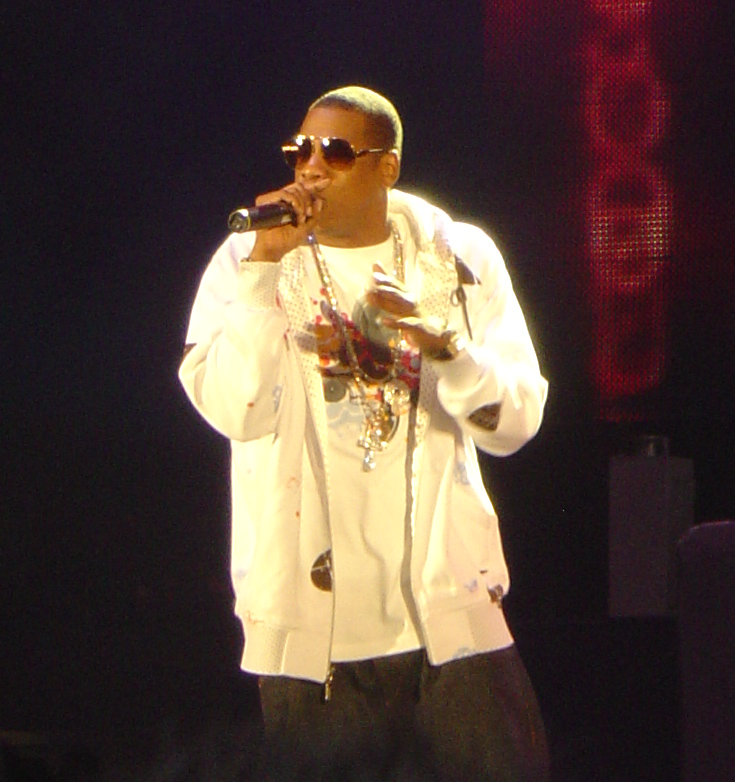
Jay Z, coautore di Crazy in Love.

Beyoncé riuscì a mettersi in contatto con Harrison tre mesi prima delle registrazioni, grazie a Keri Hilson, autrice di molti testi delle Destiny's Child. In studio, Harrison fece ascoltare la demo del brano alla cantante, la quale giudicò il campionamento "troppo rétro"; secondo lei "...nessuno usa più i corni nel XXI secolo." Nonostante questa sua idea, rimase colpita dal sample stesso e chiese a Harrison di scrivere i testi. Per questi Harrison prese spunto da una frase ripetuta sempre da Beyoncé nelle sue esibizioni: I'm looking crazy right now. Decise allora di occuparsi del campione e delle strofe, lasciando i bridge a lei.

## Descrizione
Secondo un articolo pubblicato su Musicnotes.com dall'Alfred Music Publishing, Crazy in Love è una canzone d'amore R&B contaminata dal rap e scritta sulla tonalità della chiave di fa. Contiene rimandi allo stile funk degli anni settanta, e influenza della musica soul e dance pop. Secondo Robert Webb, del giornale The Independent, le influenze del vecchio soul sembrano derivare dal corno, che prende spunto da una canzone degli anni settanta. Beyoncé al Sunday Herald disse che il beat "è così forte che ferisce il cuore". Il tempo della canzone è un moderato 100 battiti al minuto.

## Video musicale
Il video di Crazy in Love, pubblicato nel febbraio 2003, è stato girato nel 22-24 agosto 2002 Jake Nava ed è stato presentato in anteprima mondiale su MTV Making The Video. Il videoclip sostanzialmente non segue una storia precisa, ma si ricalca sulla sensualità e bellezza della cantante, come avverrà per quasi tutta la videografia successiva, e non si rinunzia a far vedere fianchi che si muovono con movenze sensuali. Nel video, la cantante sfoggia varie mise, da quella più di strada con cappellino da baseball e pantaloni hip hop larghi a quella più sexy con un vestito arancione molto corto e scollato. Il look della cantante è decisamente più aggressivo e sensuale rispetto a quello passato, e alterna capelli lisci con frangetta sulla fronte a capelli mossi e vaporosi.
Il video comincia con la veduta di una strada (dopo una veloce dissolvenza del nero verso il grigiore dell'asfalto) e poi la bocca di Jay Z che inizia a declamare il primo verso della canzone. Poi si vede di nuovo la strada, e intanto il cantante comincia la propria parte, mentre sulla strada si vede Beyoncé camminare con cortissimi hot pants di jeans e vertiginosi tacchi a spillo rossi. Intanto Jay si sistema il cappello e lei arriva su una piattaforma all'ingresso d'un edificio, e mentre il collega canta, la ragazza segue il ritmo della canzone, prima piegando una gamba verso dietro e l'altra verso l'esterno. Poggia le mani per terra e alza i glutei, poi lavora sul bacino mentre segue i passi cadenzati e schematici guardando la camera. Jay Z si sposta la tesa del capello, mentre la cantante solleva il bacino e poi la veduta s'allarga rivelando un'altra Beyoncé, vestita d'un abito color verde scuro e largo sui fianchi, cortissimo, mentre continua a ballare. Circondata da alcuni obiettivi, si muove con le braccia e la testa, poi si volta di nuovo ed eccola ripresa dal punto di vista dell'obiettivo, mentre intanto s'avvia su una strada, con indosso un berretto rosso, un giubbino chiaro e dei pantaloni larghi e scuri. La ragazza vestita di scuro si china e protende la mano, mentre lo schermo si sposta verso sinistra, e qui inizia la coreografia dell'altra Beyoncé. Questa muove scattante e agitato il bacino, guardando verso lo spettatore, alzando le braccia seguita dal suo gruppo di ballerine, e muove i fianchi anche dall'altra parte.
Poi si appoggia al muro e si volta: dopo aver ancheggiato il fondoschiena, continua la sua performance e la si vede poco dopo, in una scena successiva, oscurata mentre cerca di trovare spazio in un'automobile. Jay Z all'esterno accende l'accendino mentre ancora Beyoncé è dentro la vettura; poi l'accendino cade sulla benzina e subito fa fuoco. Beyoncé continua ad agitarsi finché la tanica di benzina non s'incendia completamente e la vettura scoppia tra le fiamme. Poi Jay si rivolge alla telecamera e la cantante si presenta a lui con una pelliccia di visone e si muove a passo da diva, deciso e fervido. Il rapper continua la sua performance mentre vediamo altre due cloni della ragazza: una calcia un idrante (che si apre facendo fuoriuscire un tizzone d'acqua) e l'altra che si muove davanti a una ventola di colore giallo. Alla fine le tre immagini vengono sovrapposte, le tre ragazze ballano e danzano con grazia mentre la ragazza della ventola muove il bacino.
La Beyoncé bagnata si volta verso Beyoncé insieme a Jay Z, mentre un'altra Beyoncé, inginocchiata su se stessa, s'apre con torsione del busto, rivelando un completo con una scollatura a "V", che arriva fino ai glutei. Intanto la macchina in fiamme fa da supporto all'ultimo ritornello dei due giovani, mentre la cantante bagnata dall'idrante si china sul fianco prominente. Queste scene sono interpretate bene dalla Beyoncé fino a quella davanti alla ventola che balla, poi si volta e se ne va, mentre le ragazze s'appartano e la telecamera si spegne lentamente.

## Accoglienza
Crazy in Love è stato lodato dai critici che hanno esaltato le lineari e bollenti strofe e la comparsa di Jay Z nel brano. Alcuni gli hanno conferito il titolo di "inno dell'estate 2003". Tim Sendra da AllMusic, un rinomato sito di musica, l'ha definito un "grandioso capolavoro pop", mentre Stephen Thomas Erlewine dello stesso sito l'ha descritto come "uno splendido delirio".

## Riconoscimenti
Il brano ha ricevuto una moltitudine ingente di nomination a molti premi internazionali, vincendo nella maggior parte dei casi. Ai Grammy Awards del 2004 ha ricevuto una nomination come Registrazione dell'anno e ha vinto in ben due categorie: Miglior canzone R&B e Miglior collaborazione rap/cantata. Beyoncé aveva già vinto nella categoria "Miglior canzone R&B" con le Destiny's Child grazie a Say My Name nel 2000, e nello stesso anno di Crazy in Love portò a casa altri tre Grammy grazie all'album da cui la canzone è tratta.
Crazy in Love ha ricevuto nomination anche ai Soul Train Music Awards e ai MOBO Awards, mentre ha vinto ai BET Awards e ai Billboard Music Awards. Il video del brano ha ricevuto due "moonman" agli MTV Video Music Awards del 2003 nelle categorie Miglior video femminile e Miglior video R&B; in quest'ultima categoria aveva vinto già due volte in passato con le Destiny's Child.

### Lista completa delle nomination
In Grassetto compaiono i titoli vinti.
- ASCAP Pop Music Awards
  - Canzone più esibita nei live
- ASCAP Rhythm & Soul Music Awards
  - Canzone R&B/Hip-Hop
- Billboard Music Awards
  - Singolo con il maggior numero di settimane nella Hot 100
- BET Awards
  - Video dell'anno
  - Miglior collaborazione
  - Premio scelto dal pubblico
- Grammy Awards
  - Registrazione dell'anno
  - Miglior canzone R&B
  - Miglior collaborazione con un artista rap
- International Dance Music Awards
  - Miglior Traccia R&B/Urban
- MOBO Awards
  - Miglior video
  - Miglior singolo
- MTV Video Music Awards
  - Miglior video femminile
  - Miglior video R&B
  - Scelta del pubblico
- MTV Europe Music Awards
  - Miglior canzone
- MTV Video Music Awards Japan
  - Miglior video femminile
  - Miglior collaborazione
- MuchMusic Video Awards
  - Miglior video di un artista internazionale
- NAACP Image Awards
  - Canzone di rilievo
  - Video musicale di rilievo
- Nickelodeon Kids' Choice Awards
  - Canzone preferita
- Soul Train Music Awards
  - Miglior singolo R&B/Soul di un'artista femminile
- Teen Choice Awards
  - Canzone d'amore
  - Canzone dell'estate
- Vibe Awards
  - Miglior video
  - Miglior collaborazione

Il brano è stato aggiunto in numerose classifiche stilate da riviste e canali musicali riguardanti le migliori canzoni di sempre o degli anni 2000, in molti casi nelle posizioni più alte. Nella sua lista delle 100 migliori canzoni degli anni '00, la rivista Rolling Stone ha posizionato la canzone al terzo posto precisando che "le trombe [all'inizio della canzone] non erano un'introduzione. Erano un'annunciazione: la nuova regina del Pop è arrivata." La cantante è presente all'interno della classifica con altre due canzoni. La rivista ha inserito il brano anche nella classifica delle 500 migliori canzoni di tutti i tempi, precisamente alla 118ª posizione.
Anche la webzine Pitchfork ha inserito la canzone sul podio della lista delle migliori canzoni degli anni '00, al quarto posto, affermando che "la pura forza della sua presenza basta a far passare in secondo piano un forte cameo dello stravagantemente carismatico Jay Z e a quasi cancellare il ricordo delle passate colleghe nelle Destiny's Child."
La rivista Slant ha inserito il brano al sesto posto nella lista dei 100 migliori singoli degli anni '00, definendolo "un tocco di funkadelia in stile anni settanta".
In occasione del quindicesimo compleanno del suo sito internet, la rivista NME ha compilato una classifica delle 150 migliori tracce dei 15 anni passati, ed ha inserito il brano al sedicesimo posto, asserendo che "il suo primo singolo post-Destiny's Child [...] faceva rimanere a bocca aperta". La stessa rivista ha classificato la canzone al primo posto nella lista delle 100 Migliori Tracce degli anni 2000, descrivendola come "il miglior singolo di Beyoncé".
Il canale musicale VH1 ha apprezzato al massimo, piazzando la canzone al primo posto tra le 100 migliori del decennio; la cantante è presente nella lista anche al sedicesimo posto con Single Ladies (Put a Ring on It) e al diciannovesimo con Bootylicious delle Destiny's Child.
Stylus ha inserito il brano al numero 23 tra le 100 migliori canzoni degli anni 2000, attribuendo il merito della canzone alla "voce coraggiosa e audace di Beyoncé" e il critico della rivista continua asserendo che "non si trattava solo di un debutto, era un fervido appello, un'affermazione di intenti".

## Impatto culturale

### Cover
Molti artisti hanno inciso cover del brano. Il cantautore Mickey Joe Harte, per esempio, ha cantato una versione acustica di Crazy in Love poi registrata per l'album di beneficenza Even Better Than the Real Thing Vol. 1. Il gruppo alternative rock degli Snow Patrol, invece, ha riprodotto il brano in una sessione di BBC con Zane Lowe e ha scelto di lanciarlo come b-side del singolo Spitting Games. Questa cover ha riscosso una buona fortuna al punto da finire prima nella compilation Cosmosonica - Tom Middleton Presents Crazy Covers Vol. 1, e poi nella prima compilation del gruppo, Up to Now. Nel 2007, invece, il gruppo alternative rock americano dei Switchfoot ha prodotto una cover rock di Crazy in Love presentata in una parte delle CoverArt di Yahoo!.
La band britannica The Magic Numbers si esibirono con Crazy in Love alla stazione radio australiana Triple J e la registrarono poi, per l'album di cover per Starbucks, Sounds Eclectic: The Covers Project. Tracy Bonham registrò una cover della canzone accompagnata da violini e chitarra per l'album In The City + In The Woods (2007). Il gruppo tedesco The Baseballs produsse una cover in stile rockabilly per il proprio album di debutto Strike! Back nell'agosto 2010.

### Media
Nel 2002 Beyoncé firmò un contratto con la Pepsi e apparve in molti suoi video pubblicitari, uno dei quali aveva come canzone di sottofondo proprio Crazy in Love. Dopo aver vinto un premio ai BET Awards 2004 nella categoria Best Collaboration Award, Beyoncé dedicò la canzone all'attrice Mo'Nique che, seguita da 6 ballerine altrettanto formose, fece una parodia del balletto del video della canzone. Crazy in Love è stata inoltre usata come soundtrack di molti film, tra cui: Che pasticcio, Bridget Jones! (2004), White Chicks (2004), New York Taxi (2004), Tutte pazze per Charlie (2007) e Scrivimi ancora (2014). Il cast di Glee ha creato un mash-up di Crazy in Love insieme a Hair per l'undicesimo episodio della prima serie, "Hairography". Nel 2013, la cantante R&B Emeli Sandé ha inciso con la collaborazione della Bryan Ferry Orchestra una versione swing di Crazy Love per la colonna solonna del film Il grande Gatsby di Baz Luhrmann.

## Tracce
Testi e musiche di Beyoncé Knowles, Rich Harrison, Eugene Record e Shawn Carter.
- US e UK digital download

1. Crazy in Love (feat. Jay Z) – 3:56

- "Krazy in Luv" Digital EP Canada e Europa

1. Crazy in Love – 3:56
2. Krazy In Luv (Adam 12 So Crazy Remix) – 4:29
3. Krazy in Luv (Rockwilder Remix) – 4:12

- "Krazy in Luv" Digital EP Germania

1. Crazy in Love – 3:56
2. Summertime – 2:52
3. Krazy in Luv (Maurice's Nu Soul Remix) – 6:29

- CD Singolo Europeo

1. Crazy in Love – 4:09
2. Crazy in Love (Senza Rap) – 3:43

- Maxi-CD singolo Australia e Germania

1. Crazy in Love (versione singolo) – 4:11
2. Summertime (feat. P. Diddy) – 3:53
3. Krazy in Luv (Maurice's Nu Soul Remix) – 6:27
4. Krazy in Luv (Rockwilder Remix) – 4:12
5. Crazy in Love (Enhanced Music Video)

- UK CD singolo

1. Crazy in Love – 3:56
2. Krazy in Luv (Adam 12 So Crazy Remix) – 4:29
3. Krazy in Luv (Rockwilder Remix) – 4:13

## Successo commerciale
Negli Stati Uniti la canzone si piazzò alla posizione numero uno nella classifica Billboard Hot 100.

## Classifiche
| Classifica (2003)   | Posizione massima |
| ------------------- | ----------------- |
| Australia           | 2                 |
| Austria             | 6                 |
| Belgio (Fiandre)    | 5                 |
| Belgio (Vallonia)   | 10                |
| Canada              | 2                 |
| Danimarca           | 5                 |
| Finlandia           | 12                |
| Francia             | 21                |
| Germania            | 6                 |
| Irlanda             | 1                 |
| Italia              | 5                 |
| Norvegia            | 5                 |
| Nuova Zelanda       | 2                 |
| Paesi Bassi         | 2                 |
| Regno Unito         | 1                 |
| Scozia              | 1                 |
| Spagna              | 2                 |
| Stati Uniti         | 1                 |
| Stati Uniti (Pop)   | 1                 |
| Stati Uniti (R&B)   | 1                 |
| Stati Uniti (Radio) | 1                 |
| Svezia              | 4                 |
| Svizzera            | 3                 |

### Classifiche di fine anno
| Classifica (2003) | Posizione |
| ----------------- | --------- |
| Australia         | 28        |
| Austria           | 50        |
| Belgio (Fiandre)  | 20        |
| Belgio (Vallonia) | 40        |
| Germania          | 37        |
| Irlanda           | 12        |
| Paesi Bassi       | 28        |
| Regno Unito       | 15        |
| Svezia            | 33        |
| Svizzera          | 11        |

## Cover
Il direttore d'orchestra nonché pianista Maxence Cyrin ha prodotto una cover del brano in chiave pianistica nel suo album Novö Piano. La canzone Booty Booty di Saucy Santana e Latto campiona la melodia della canzone. 